# 岐阜市北部事務所
岐阜市北部事務所（ぎふしほくぶじむしょ）とは、岐阜県岐阜市にある公共施設。
岐阜市役所の出先機関の一つであり、「岐阜市役所北部事務所」「北部地域事務所」とも称する。

## 概要
- 岐阜市には1978年（昭和53年）時点では28の支所が存在した。そのためこれらの支所を統廃合し、1986年（昭和61年）までに新たに6つの事務所[1]を設置した。北部事務所は1985年（昭和60年）4月1日に開館した[2]。
- 管轄下に三輪連絡所（北東部コミュニティセンターに併設）がある。

## 業務時間
- 月曜日から金曜日の9時から17時（土曜日・日曜日・祝日・年末年始を除く）

## 業務内容
- 住民票・戸籍・印鑑登録証明書などの証明書の発行
- 住所異動届（転入・転出・転居等）の受付
- 戸籍届出（婚姻・出生・死亡等）の受付
- 国民健康保険の受付
- 国民年金の受付
- 転入学の受付
- 埋火葬許可の受付

## 管轄地域
- 鵜川町、織田町1・2丁目、菊水町1・2丁目、金華町1・2丁目、黒岩町、楠町1・2丁目、光栄町1・2丁目、西後町1・2丁目、城前町1・2丁目、太平町1・2丁目、千代田町1・2丁目、長良、長良葵町1・2丁目、長良有明町1-3丁目、長良一楽、長良大路1・2丁目、長良大前町1・2丁目、長良奥郷、長良雄総、長良海用町1・2丁目、長良金碧町、長良校文町、長良校前町1-5丁目、長良幸和町1-3丁目、長良小松町1-3丁目、長良子正賀、長良桜井町1-4丁目、長良志段見、長良白妙町1・2丁目、長良城西町1・2丁目、長良真生町1-3丁目、長良杉乃町1-5丁目、長良仙田町1・2丁目、長良高嶺町、長良田中前、長良東郷町1-4丁目、長良友瀬、長良南陽町1-3丁目、長良西山前、長良西野前、長良春田、長良東町1・2丁目、長良福江町1-3丁目、長良福泉、長良福光、長良福光字南町、長良古津、長良法久寺町、長良宮口町1-3丁目、長良宮路町1-3丁目、長良森町1・2丁目、長良有楽町、長良竜東町1-5丁目、長良若葉町1・2丁目、長良丘1・2丁目、初日町1・2丁目、花ノ木町1・2丁目、福田町1・2丁目、平和通1-3丁目、堀田町、万代町1・2丁目、松風町1・2丁目、山先町、養老町1・2丁目、若竹町1・2丁目、長良井田、雄総桜町1-4丁目、雄総緑町1-6丁目、雄総柳町1-5丁目、中川原1-5丁目、福光西1-3丁目、福光東1-3丁目、福光南町、八代1-3丁目、若福町、道三町、長良-5丁目、長良東2丁目、打越、上土居、上土居1-4丁目、下土居2丁目（一部）、下土居3丁目（一部）、城田寺、上城田寺西、上城田寺南、上城田寺中、上城田寺東、椿洞、粟野、岩崎、三田洞、粟野西1-8丁目、粟野東1-5丁目、三田洞東1-5丁目、岩崎1-3丁目、粟野台、石原（一部）、石原1-3丁目、門屋、太郎丸、福富、溝口、三輪、茂地、森、山県岩、山県北野、世保、門屋字野崎、太郎丸字樫木、太郎丸北浦、太郎丸北郷、太郎丸新屋敷、太郎丸諏訪、太郎丸知之道、太郎丸中島、太郎丸野田、太郎丸向良、山県岩明光、福富笠海道、福富出口、福富町田、福富天神前、福富永田、福富迎田、溝口上、溝口下、溝口中、溝口中野、森西、世保北、世保西、溝口童子、溝口東、森東、世保東、世保南、門屋門、門屋勢引、門屋溝上、北野阿原、北野北、北野西、北野西山、北野南、北野東、三輪宮西、三輪宮前、山県岩中、山県岩西、山県岩東、山県岩南、出屋敷、山県岩山県北野入会地、中屋西、中屋東、春近古市場北、春近古市場南、三輪ぷりんとぴあ[3]。

※長良地区、長良西地区、長良東地区、鷺山地区、常磐地区、岩野田地区、岩野田北地区、藍川地区、三輪北地区、三輪南地区に該当する。

## 所在地
- 岐阜市福光東2丁目6番13号

## 公共交通機関
- 岐阜バス三田洞線「福光2丁目」より徒歩約4分。
  - 名鉄岐阜駅（岐阜バスターミナル）・岐阜駅（JR岐阜駅バスターミナル）より、【K50】「長良八代公園」、【K55】「粟野西5丁目」行き
- 岐阜市コミュニティバス（さんさんバス、ながらうかいバス）「福光東2丁目」バス停より徒歩約6分。